# حرب 1979 اليمنية
حرب 1979 اليمنية هي حرب قامت في يومي 28 و29 مارس 1979 بين الجمهورية العربية اليمنية وجمهورية اليمن الديمقراطية الشعبية في المناطق الحدودية بينهما. تطورت الحرب من انهيار العلاقات بين البلدين بعد مقتل رئيس اليمن الشمالي، أحمد الغشمي، في 24 يونيو 1978، وسالم ربيع علي بعده بيومين. تصاعدت حدة العداء للخطاب من القيادة الجديدة لكلا البلدين، مما أدى إلى قتال حدودي صغير الحجم.
نتج عن الحرب انعقاد مؤتمر قمة في الكويت وفي 30 مارس 1979م ضَّم رئيسي الشطرين عبد الفتاح إسماعيل والمقدم علي عبد الله صالح توصّلا خلاله إلى اتفاق إنهاء الصراع بين الشمال والجنوب باتفاق حدد الخطوات العملية لإعادة تحقيق الوحدة اليمنية على أساس الوحدة الاندماجية.

## مقدمة
صادفت أحداث انقلاب 1978 في 15 أكتوبر في الشمال بيان تأسيس الحزب الاشتراكي في الجنوب في نفس اليوم، مما ولّد انطباع أن المؤامرة كانت مدبرة من الجنوب، وأدت الأحداث إلى اندلاع حرب 1979 في اليمن في يومي 28 - 29 عام 1978م في المناطق الحدودية في ذلك الزمن، وأعلنت فيه السعودية وضع قواتها المسلحة في حالة تأهب واستدعت وحداتها العسكرية التي تعمل ضمن قوات حفظ السلام في لبنان وتحركت قوات برية سعودية من الجيش السعودي والحرس الوطني السعودي إلى مناطق الحدود وحلّقت مقاتلات سلاح الجو السعودي قرب الأجواء اليمنية في 1 مارس 1979، بينما قامت أمريكا بتوجيه حاملة الطائرات «كونسثيليش» وثلاثة بوارج حربية إلى بحر العرب وقامت أمريكا ببيع طائرات تجسس نوع «أواكس» للسعودية شرط عدم استخدامها ضد إسرائيل واستخدامها ضد اليمن الجنوبي وكانت إيحاءات الرياض وواشنطن تهدف إلى توسيع الحرب بين اليمن الشمالي والجنوبي.
ولكن بادرت عدد من الدول إلى بذل مجهود من أجل إيقاف الحرب بين اليمن الشمالي والجنوبي وكانتا في طليعة تلك الدول سوريا والكويت وقد استضافت الكويت قمة يمنية شمالية جنوبية من أجل إعادة الأوضاع إلى طبيعتها وفي تلك القمة التي عقدت في الفترة 4 مارس - 6 مارس طلب عبد الفتاح إسماعيل من الرئيس علي عبد الله صالح العفو عن الناصريين المحكوم عليهم بالإعدام وإقصاء بعض المسؤولين وكان منهم عبد الله الأصنج وزير الداخلية ومحمد سالم باسندوة وزير الإعلام ومحمد حمود خميس رئيس جهاز الأمن الوطني اليمني وبالفعل صدر قرار جمهوري في يوم 21 مارس 1979 قضى بإزاحة المذكورين من مناصبهم وتم تعيين الأصنج مستشار في رئاسة الجمهورية وخميس في الإدارة المحلية والذي أثار حفيظة السعودية.

## النتائج

### اتفاقية الكويت لعام 1979
في 20 مارس، دعا زعماء شمال وجنوب اليمن إلى وقف إطلاق نار ثنائي في الكويت لعقد قمة مصالحة. جرت المحادثات بوساطة من جامعة الدول العربية. وبموجب اتفاقية الكويت، أكد الطرفان مجددًا التزامهما بهدف وعملية توحيد اليمن، على النحو المنصوص عليه في اتفاق القاهرة لعام 1972. تم تبادل أسرى الحرب في غضون الشهرين المقبلين، واستمر العمل من أجل وضع مسودة دستور ليمن موحد على مدار العامين المقبلين، ومع ذلك، فقد تم تأجيل معظم المحاولات لتنفيذ الاتفاقية روحًا ونصًا حتى عام 1982، ونهاية تمرد جنوب اليمن بدعم الجبهة الوطنية الديمقراطية.

## تسلسل زمني
| التاريخ   | العام | الحدث |
| --------- | ----- | --- |
| 26 سبتمبر | 1962  | تفجير ثورة 26 سبتمبر على أيدي الضباط الأحرار ضد الحكم الإمامي بمساعدة من مصر وقيام الجمهورية العربية اليمنية برئاسة عبدالله السلال. |
| 14 أكتوبر | 1963  | قيام ثورة 14 أكتوبر في جنوب اليمن ضد الاحتلال البريطاني. |
| 30 نوفمبر | 1967  | قيام دولة اليمن الجنوبي التي تضم عدن ومحمية الجنوب العربي السابقة، وهذه الدولة تعرف فيما بعد رسميا باسم جمهورية اليمن الديمقراطية الشعبية. وفي نفس العام تبدأ الدولة الجديدة برنامجا للتأميم. |
| 26 سبتمبر | 1972  | اشتباكات حدودية في حرب 1972 اليمنية بين الجمهورية العربية اليمنية وجمهورية اليمن الديمقراطية الشعبية، والتوصل إلى اتفاق القاهرة 1972 لوقف إطلاق النار بوساطة الجامعة العربية. |
| 22 أبريل  | 1978  | انتخاب الغشمي بغالبية أصوات أعضاء المجلس رئيساً للجمهورية العربية اليمنية، وقائداً عاماً للقوات المسلحة، وعلى ذلك حل مجلس القيادة واستقالت الحكومة، وكلف عبد العزيز عبد الغني تشكيل حكومة جديدة. وفي يونيو قدم قائمة بأعضاء حكومته إلى الرئيس أحمد الغشمي للمصادقة عليها. وفي رسالته الموجهة إلى الحكومة الجديدة استعرض الرئيس الغشمي المشاكل التي يجب على أعضاء الحكومة العمل على حلها. |
| 24 يونيو  | 1978  | اغتيال رئيس اليمن الشمالي أحمد الغشمي في اعتداء نسب إلى اليمن الجنوبي، والقاضي عبد الكريم العرشي رئيس البرلمان يتولى منصب الرئيس بالوكالة. |
| 18 يوليو  | 1978  | تنحي عبد الكريم العرشي عن الرئاسة وتولي علي عبد الله صالح السلطة. |
| 27 يونيو  | 1978  | قادة الجمهورية العربية اليمنية يتهمون عدن باغتيال الرئيس أحمد حسين الغشمي. ويتقدمون بطلب إلى جامعة الدول العربية يدعوها إلى عقد اجتماع استثنائي لمجلس الجامعة؛ لبحث مسألة اغتيال الرئيس أحمد حسين الغشمي. كما أرسلوا بمذكرات إلى رؤساء حكومات الدول العربية تشرح ظروف الاغتيال. |
| 1 يوليو   | 1978  | تقدم عبد الله الأصنج، وزير خارجية الجمهورية العربية اليمنية بمقترح إلى مجلس جامعة الدول العربية المنعقد على مستوى وزراء الخارجية، يدعو فيه إلى اتخاذ العقوبات السياسية والاقتصادية في حق جمهورية اليمن الديمقراطية الشعبية. |
| 4 يوليو   | 1978  | طالبت حكومة الجمهورية العربية اليمنية، بحضور اللجنة العسكرية لمجلس جامعة الدول العربية؛ بهدف التعرف على الوضع في مناطق الحدود مع جمهورية اليمن الديمقراطية الشعبية. وفي الوقت نفسه، عبرت عن رفضها لأي وساطة، عربية أو أجنبية، بين عدن وصنعاء. |
| 17 يوليو  | 1978  | انعقدت الجلسة الاستثنائية لمجلس الشعب التأسيسي، والذي اقترح فيها رئيس المجلس عبد الكريم العرشي انتخاب عضو مجلس الرئاسة المؤقت نائب القائد العام رئيس هيئة الأركان العامة للقوات المسلحة، المقدم علي عبد الله صالح رئيساً للبلاد. وأقر هذا الاقتراح بالإجماع. |
| 18 يوليو  | 1978  | أعلن علي عبد الله صالح في خطابه، الذي ألقاه، أن القيادة الجديدة للجمهورية العربية اليمنية ستعمل من أجل الحفاظ على مبادئ وأهداف ثورة 26 سبتمبر 1962 المعادية للملكية، وحركة 13 يونيو التصحيحية، وضرورة السير في طريق الحرية والديمقراطية، ودعم الحركة التعاونية، والسير قدماً على طريق بناء الدولة المركزية اليمنية الحديثة. وفي ميدان السياسة الخارجية أعلن علي عبد الله صالح دعمه الحاسم لقضية الشعب الفلسطيني العادلة، والالتزام بميثاق جامعة الدول العربية، ومنظمة الأمم المتحدة. |
| 4 أكتوبر  | 1978  | محاولة انقلاب 1978 في اليمن الشمالي نفذها مجموعة من الضباط العسكريين، ولكنها تفشل، ويتم القبض على أعضائها. |
| 17 ديسمبر | 1978  | المجلس الأعلى للشعب ينتخب عبد الفتاح إسماعيل رئيساً للمجلس الرئاسي في اليمن الجنوبي. |
| 6 يناير   | 1979  | زيارة على ناصر محمد رئيس وزراء اليمن لإثيوبيا لدعم العلاقات بين البلدين. |
| 11 يناير  | 1979  | أكد متحدث باسم الجبهة الوطنية المتحدة لجنوب اليمن أنباء تصاعد الخلافات بين جناحي السلطة في عدن وبين أنصار عبد الفتاح إسماعيل ومؤيدي على ناصر محمد في أربع محافظات باليمن الجنوبية. |
| 24 فبراير | 1979  | تجدد القتال في حرب 1979 اليمنية بين شمال اليمن وجنوبه على طول الحدود بينهما. |
| 28 فبراير | 1979  | نجاح مساعي ممثلي العراق وسورية والأردن في التوصل إلى اتفاق لوقف إطلاق النار بين شطري اليمن. |
| 4 مارس    | 1979  | انعقاد الدورة الاستثنائية لمجلس جامعة الدول العربية على مستوى وزراء الخارجية لمدة 3 أيام، وبيان بتأييد اتفاق وقف إطلاق النار بين شطري اليمن. وتشكيل لجنة للمراقبة من وزراء خارجية ست دول عربية، إضافة إلى الأمين العام للجامعة. واقتراح بلقاء بين زعيمي الدولتين، بهدف تحسين العلاقات. |
| 16 مارس   | 1979  | تم الاتفاق على جدول زمني للفصل بين قوات شطري اليمن وإخلاء منطقة الحدود من كافة أنواع الأسلحة في اجتماع عقده رئيسا هيئة الأركان في دولتي اليمن بحضور ممثلي جامعة الدول العربية واللجنة العسكرية التابعة لها. |
| 26 مارس   | 1979  | مصادمات واشتباكات واسعة بين قوات اليمن الشمالي واليمن الجنوبي، واشتداد حدة التوتر في المناطق الحدودية. الجمهورية العربية اليمنية تطلب من جامعة الدول العربية التوسط لتهدئة الوضع. |
| 28 مارس   | 1979  | بدأت في الكويت المحادثات بين رئيس الجمهورية العربية اليمنية علي عبد الله صالح، ورئيس هيئة رئاسة مجلس الشعب الأعلى في جمهورية اليمن الديمقراطية الشعبية عبد الفتاح إسماعيل، والذي توج بالتوقيع على بيان الوحدة اليمنية. ووفقاً للاتفاق، الذي تم التوصل إليه، شكلت اللجنة الدستورية المشتركة وكلفت بمهمة وضع مشروع الدستور الجديد. كما شكلت أيضاً عدة لجان منها لجنة العلاقات الخارجية، واللجنة الاقتصادية والمالية، واللجنة التشريعية، ولجنة الإعلام والثقافة، واللجنة العسكرية، واللجنة الصحية، واللجنة الإدارية. إن سياسة تحسين العلاقات بين الدولتين اليمنيتين لقيت الدعم والتأييد من قبل القوى الوطنية في الجمهورية اليمنية. |
| 29 مارس   | 1979  | انسحاب القوات المسلحة في الجانبين اليمن الشمالي والجنوبي بموجب اتفاق وقع في اليوم نفسه بين الجانبين في الكويت لإنهاء النزاع الحدودي قضى هذا الاتفاق بتوحيد البلدين في "جمهورية اليمن الشعبية" وعاصمتها صنعاء من دون تحديد مهلة لتحقيق ذلك، وتشكيل لجنة لإعداد دستور اليمن الموحد. |
| 2 يوليو   | 1979  | نفت رئاسة الجمهورية في صنعاء أنباء وقوع انقلاب فاشل في البلاد وإعدام ثلاثة من كبار الضباط. |
| 22 مايو   | 1990  | توقيع اتفاقية الوحدة بين الجمهورية العربية اليمنية وجمهورية اليمن الديمقراطية الشعبية وقيام الجمهورية اليمنية. |